# Зыгмунт, Павел Ян
Павел Ян Зыгмунт (пол. Paweł Jan Zygmunt, р. 15 февраля 1972, Кросно, Польша) — польский спортсмен-конькобежец, член олимпийской сборной Польши 1994, 1998, 2002 и 2006 года, многократный участник чемпионатов Европы и мира. 40-кратный чемпион Польши в различных конькобежных дисциплинах, пятикратный рекордсмен Польши.

## Биография
Родился в спортивной семье лыжного двоеборца Тадеуша Зыгмунта и лыжницы Альфреды Фольчик, первые лыжи получил в три года, в пять лет прыгал с трамплина. Готовился стать лыжником, но когда в начале 1980-х годов начал набирать популярность коньковый ход лыжники обратились к специалистам-конькобежцам Те оценили коньковый бег Зигмунта на снегоступах и настояли на переводе его в конькобежную секцию.
Выпускник спортивной школы в Закопане и Краковской академии физической культуры (1998), магистр физического воспитания. До 1998 года представлял спортивный клуб Закопане, затем — клуб «Эрбет Новы-Сонч — Крыница» в Крынице-Здруй. Воспитанник тренеров Марека Стануха, Тадеуша Мики, Веслава Кмечика, в олимпийской сборной тренировался у Эвы Беляковской.
В 1997 году во время предолимпийских сборов в Нагано Павел Зыгмунт спас нидерландского менеджера по фигурному катанию Берта Ван дер Туука, которого избивали четверо японских наркодельцов.

## Наивысшие спортивные достижения
- — Бег на 10000 м, чемпионат мира в Эрфурте, 2002 год.
- — Бег на 5000 м, чемпионат мира в Херенвене, 2003 год.

## Семья
Жена — Катаржина Бялик, сын Павел (род. 1999).